# Philipp von Helmstatt

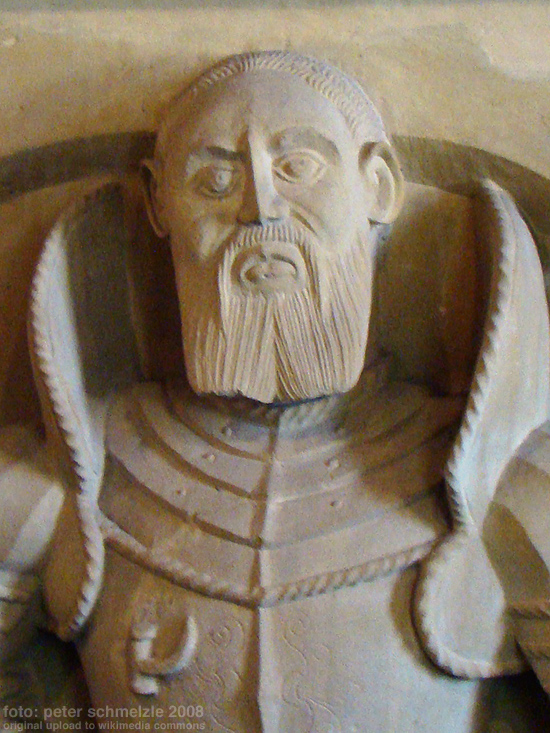
Philipp von Helmstatt, Detail seines Epitaphs in der Totenkirche Neckarbischofsheim

Philipp von Helmstatt (* 14. September 1496; † 12. Dezember 1563) war Hofmeister bei Bischof Georg von Speyer und nach dessen Tod im Dienst von dessen Brüdern, der Kurfürsten Ludwig V. und Friedrich II. Auf die Einführung seiner Kirchenordnung von 1560 geht die Reformation einiger Orte des Kraichgaus zurück.

## Leben

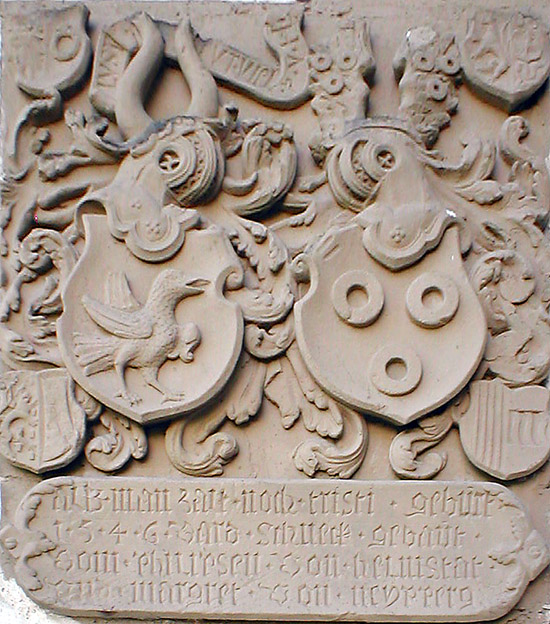
Allianzwappen Philipp von Helmstatt und Margarethe von Neipperg von 1546 am Alten Schloss Neckarbischofsheim

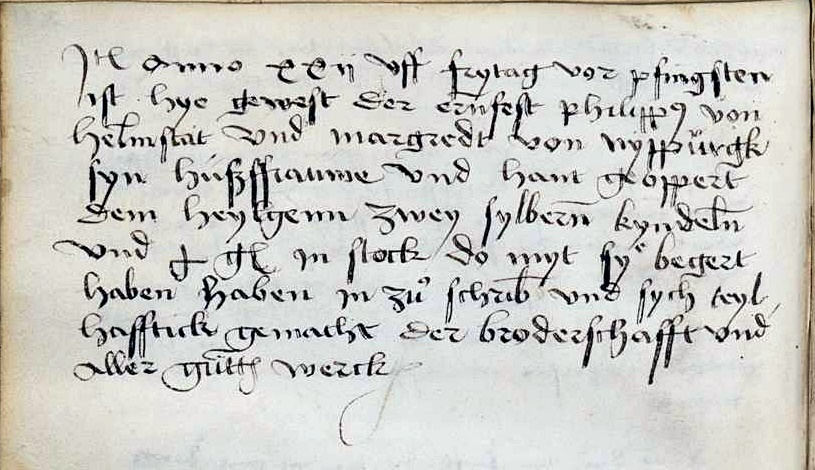
Eintrag des Paares im Zeller Bruderschaftsbuch, 1522. Sie stiften zwei silberne Kindlein, aus Dank für die Geburt der beiden Töchter.

Philipp war der einzige Sohn des Erhard von Helmstatt († 1515) aus dem Grumbacher Ast der Herren von Helmstatt. Im Alter von 19 Jahren heiratete er die 15-jährige Margarethe von Neipperg (* 1500; † 28. April 1547) aus dem Hause der Herren von Neipperg, die ihm zwei Töchter gebar: Anna Gisela und Anna Elisabeth. 1522 dankte das Paar während einer Wallfahrt am Grab des Heiligen Philipp von Zell, nahe Worms für die Geburt der beiden Töchter. Im selben Jahr trat Philipp Franz von Sickingens Brüderlicher Vereinigung bei, die sich für eine Stärkung des niederen Adels gegenüber geistlichen und weltlichen Fürsten einsetzte.
Philipp galt früh als reformatorisch gesinnt, was wohl auf den am Stammsitz der Helmstatt-Hauptlinie in Bischofsheim predigenden Nicolaus Renneysen zurückgeht, der bereits 1517 gegen die Missbräuche des Papsttums gepredigt hat, worauf in Bischofsheim 1525 oder 1526 durch Alexander I. von Helmstatt eine neue Kirchenordnung eingeführt wurde. Um diese Zeit, spätestens 1526, wurde Philipp Hofmeister bei Bischof Georg von Speyer. Nachdem Philipp einen Prozess gegen einen lutherischen Prediger in Sinsheim niedergeschlagen hatte, kam es 1528 zu Forderungen an den Bischof, gegen seine neugläubigen Räte und speziell seinen Hofmeister Philipp von Helmstatt vorzugehen, denen der Bischof jedoch nicht nachkam. Nach dem Tode Bischof Georgs 1529 wurde Philipp vom neuen Bischof Philipp von Flersheim 1530 entlassen und trat in den Dienst von Georgs Bruder, des Kurfürsten Ludwig V. Zuvor hatte ihn Bischof Flersheim noch beauftragte, zusammen mit dem Dompropst Johannes von Ehrenberg, am 6. Januar 1530, die dem Bistum zustehenden städtischen Ämter feierlich zu vergeben und dem Speyerer Rat die öffentliche Zustimmung zu den verbrieften Rechten abzuverlangen.
Ende der 1530er Jahre heiratete Philipps Tochter Anna Gisela den entfernt verwandten Johann von Helmstatt († nach 1545 und vor 1558) aus dem Dürrkasteler Ast der Bischofsheimer Hauptlinie. Dessen Vater Johann II. starb 1539 kurz nach dieser Eheschließung. Er hatte mit seiner Frau 19 Kinder gehabt, von denen zum Zeitpunkt der Erbteilung noch zehn am Leben waren. Mit der Ausarbeitung des Erbteilungsvertrags wurden 1543 Philipp von Helmstatt, dessen Schwager Bechtolf von Flersheim, Friedrich von Dalberg sowie später noch Wolf von Gemmingen († 1555) beauftragt. Das Ergebnis der Erbteilung war u. a., dass Philipps Schwiegersohn Johann den väterlichen Anteil an Schloss und Stadt Bischofsheim sowie an Burg Oberbüchelbach erhielt. Unmittelbar nach der Erbteilung begannen umfangreiche Bauarbeiten an der späteren Stadtkirche St. Salvator in Neckarbischofsheim und wenig später am Bischofsheimer Schloss, das das Allianzwappen von Philipp von Helmstatt und Margarethe von Neipperg von 1546 zeigt.
Nachdem Kurfürst Ludwig V. 1544 gestorben war, kam Philipp in die Dienste dessen Bruders Friedrich II., der die Reformation in der Kurpfalz durchführen wollte. Philipp hatte bereits 1545 mit Jakob Sturm Verhandlungen zum Beitritt der Kurpfalz zum Schmalkaldischen Bund geführt und zählte mit dem Kurpfälzer Kanzler Hartmannus Hartmanni d. Ä. zu den Vertretern einer antipäpstlichen Richtung bei der Vorbereitung des Lehenstags in Heidelberg 1546, auf dem sich Friedrich II. den Rückhalt seiner Vasallen beim bevorstehenden Glaubenswechsel sichern wollte. Im Schmalkaldischen Krieg war Philipp Mittelsmann zwischen dem Kurfürsten und Herzog Ulrich von Württemberg und kämpfte von August bis November 1546 unter kurpfälzischer Fahne im protestantischen Heer. Im Dezember 1546 begleitete er abermals mit Hartmanni den Kurfürsten zur Aussöhnung mit dem siegreichen katholischen Kaiser Karl V. zum Reichstag nach Schwäbisch Hall.
Zwischen 1545 und 1558 starb Philipps Schwiegersohn Johann, worauf Philipp die Fürsorge für die Enkel übernahm. Philipps Frau Margarethe starb 1547, er heiratete daraufhin zunächst Agnes Marschallkin von Ostheim, Witwe des 1544 gestorbenen Philipp von Gemmingen, und nach deren Tod (1552 oder 1553) die entfernt verwandte Agnes von Helmstatt, Tochter des Adam von Helmstatt. Nach dem Tode Alexanders II. von Helmstatt († 1558) fiel Philipp außerdem das Alexandrinische Lehen von Bischofsheim zu. 1560 erbat Philipp beim Fürstbischof von Worms, dass seine Lehen nach seinem Tode seinem Enkel Johann Philipp von Helmstatt (1545–1594) zufallen sollten. Im selben Jahr erließ Philipp eine neue Kirchenordnung (eine überarbeitete Fassung der Kirchenordnung von 1525/26) für die unter seiner Herrschaft stehenden Orte (Bischofsheim, Hasselbach, Flinsbach und Berwangen) und führte dort damit die Reformation formell durch.
Philipp starb am 12. Dezember 1563 im Alter von 67 Jahren. Er wurde in der Totenkirche beigesetzt, wo sein Grabdenkmal wie auch das seiner ersten Frau Margarethe von Neipperg erhalten sind.